# (83360) Catalina
(83360) Catalina est un astéroïde de la ceinture principale.

## Description
(83360) Catalina est un astéroïde de la ceinture principale. Il fut découvert le 16 septembre 2001 à Fountain Hills (Arizona) par Charles W. Juels et Paulo R. Holvorcem. Il présente une orbite caractérisée par un demi-grand axe de 2,70 UA, une excentricité de 0,20 et une inclinaison de 12,4° par rapport à l'écliptique.

## Compléments